# Kvasistjärna
Kvasistjärnor är en hypotetisk typ av supermassiva stjärnor, som kan ha existerat mycket tidigt i universums historia. Till skillnad från vanliga stjärnor, som får sin energi från fusion, får en kvasistjärna energi från materia som faller in i ett svart hål i dess centrum.

## Hypotetiska egenskaper
Teorin förutsäger att en kvasistjärna kan bildas då den centrala delen av en stor och växande protostjärna kollapsar och bildar ett svart hål, och de yttre lagren är tillräckligt massiva för att absorbera det resulterande energiutbrottet utan att blåsas bort (som i en modern supernova). Ett sådant hypotetiskt objekt skulle behöva ha minst 1000 gånger solens massa. Så stora stjärnor kan bara bildas tidigt i universums historia, innan väte och helium blandats upp med tyngre grundämnen (jfr Population III-stjärnor).
Då det svarta hålet har bildats i protostjärnans centrum, fortsätter det att alstra stora mängder strålningsenergi genom att ytterligare material faller in i det. Denna energi motverkar gravitationen, och man får en jämvikt, liknande den som råder i moderna fusionsbaserade stjärnor.
En kvasistjärna har enligt teorin en maximal livslängd på omkring en miljon år, varefter det svarta hålet i centrum har vuxit till omkring 10 000 solmassor. Sådana svarta hål, med en intermediär massa, har föreslagits som föregångare till de supermassiva svarta hålen. Enligt teorin bör kvasistjärnor ha yttemperaturer liknande solens, men eftersom de har diametrar på approximativt tio miljarder kilometer eller 7 000 gånger solens diameter, skulle en sådan kvasistjärna avge lika mycket ljus som en liten galax.